# Кевил (Кентаки)
Кевил (енгл. Kevil) град је у америчкој савезној држави Кентаки.

## Демографија
По попису из 2010. године број становника је 376, што је 198 (-34,5%) становника мање него 2000. године.
| Група             | 2000.       | 2010.       |
| Белци             | 567 (98,8%) | 370 (98,4%) |
| Афроамериканци    | 1 (0,2%)    | 1 (0,3%)    |
| Азијати           | 0 (0,0%)    | 1 (0,3%)    |
| Хиспаноамериканци | 3 (0,5%)    | 1 (0,3%)    |
| Укупно            | 574         | 376         |